# Jüe-fu
Jüe-fu (čínsky pchin-jinem yuèfǔ, znaky zjednodušené 乐府, tradiční 樂府, doslova „hudební úřad“) je žánr čínských lyrických písní.

## Historie
Jüe-fu jsou čínské balady psané ve stylu lidových písní. Začaly vznikat v době dynastie Chan, jejich název je odvozený od hudebního úřadu založeného roku 114 př. n. l. chanským císařem Wu-tim. Úlohou úřadu pro hudbu bylo sesbírat lidové písně pro náboženské a dvorské účely. Jejich původní melodie se nezachovaly a v původní formě se dochovalo jen několik málo textů.
Původně se jednalo o anonymní básně, po pádu říše Chan však ve stylu jüe-fu začali psát i literáti a z jüe-fu se stal žánr vysoké literatury. Básně jsou zpravidla psané v pravidelném pětislabičném verši. Uplatňuje se v nich paralelismus, tj. postavení dvou protikladných veršů vedle sebe. Mají tendenci k zdobnosti, objevují se v nich ustálená epiteta, rýmy, či fonetické výpůjčky.
Existují dva tematické okruhy písní jüe-fu. Na severu vznikaly písně delší, epické, na témata ze života vojáků a odvedenců na nucené práce. V jižní Číně dominovala milostná lyrika, básně byly kratší a výrazně ovlivnily následnou básnickou tvorbu.
Nejstarší písně jüe-fu jsou „Moruše u cesty“ (陌上桑, Mo šang sang), „Zpěv o sirotkovi“ (孤儿行, Ku-er sing) a „Zpěv o východní bráně“ (东门行, Tung-men sing). Z pozdějšího období, kdy byly písně jüe-fu skládány jako variace na lidové písně, jsou nejznámější „Píseň o Mulan“ (木兰诗, Mu-lan š’), podklad pro film Legenda o Mulan z roku 1998, a „Pávi letí na jihovýchod“ (孔雀东南飞, Kchung-čchüe tung-nan fej), s krátkým prozaickým úvodem. Ve stylu jüe-fu psal i slavný básník tchangského období Li Po.